# Władimir Frederiks
Władimir Borisowicz Frederiks (w polskiej literaturze także jako Frederichs, Woldemar Freedericksz, Владимир Борисович Фредерикс; ur. 16 listopada?/28 listopada 1838 w pobliżu Helsingforsu, zm. 5 lipca 1927 w pobliżu Kauniainen) – rosyjski działacz państwowy, członek Rady Państwa Imperium Rosyjskiego, ostatni minister dworu cesarskiego (w latach 1897–1917). 

## Życiorys
Pochodził ze szwedzkiego rodu wyznania ewangelicko-augsburskiego. Jego przodek, oficer armii szwedzkiej, w XVIII w. dostał się do niewoli rosyjskiej i trafił na osiedlenie pod Archangielsk. Rodzina wstąpiła w służbę carów Rosji i od 1773 r. posiadała tytuł barona. 
Uzyskał wykształcenie domowe. W 1856 r. wstąpił jako ochotnik na służbę w 4 dywizjonie Konnego pułku lejbgwardii. W 1858 r. otrzymał stopień korneta, w 1860 r. – porucznika, w 1863 r. awansowany na sztabs-rotmistrza, w 1866 r. na rotmistrza. W latach 1867–1869 dowodził 4 eskadronem Konnego pułku lejbgwardii. W 1869 r. otrzymał awans na stopień pułkownika. Od 1871 r. był fligiel-adiutantem Jego Wysokości oraz dowódcą dywizjonu Konnego pułku lejbgwardii. W 1875 r. został dowódcą tegoż pułku i pozostawał nim do r. 1883. W latach 1881–1891 dowódca 1 brygady 1 gwardyjskiej dywizji kawalerii. Od 1879 r. generał major, w 1891 r. otrzymał awans na generała porucznika i został nadzorcą carskich stajni. W latach 1893–1897 był zastępcą ministra dworu cesarskiego. W 1897 r. sam objął stanowisko ministra dworu cesarskiego. W 1900 r. awansowany na stopień generała kawalerii. W 1905 r. wszedł do Rady Państwa.
Był jednym z najbardziej zaufanych dworzan i współpracowników cara Mikołaja II, na którego miał znaczący wpływ. Po krwawej niedzieli w styczniu 1905 r. przekonał Mikołaja II, by powierzył stanowisko zastępcy ministra spraw wewnętrznych i dowódcy Samodzielnego Korpusu Żandarmów Dmitrijowi Triepowowi. Był przeciwny zwołaniu Dumy Państwowej. Już po zwołaniu parlamentu i otwierające sesji stwierdził, że deputowani zrobili na nim wrażenie gangu przestępców. Towarzyszył Mikołajowi II w podróżach po kraju. Po wybuchu I wojny światowej udawał się razem z nim do kwatery głównej wojsk rosyjskich w Mohylewie.
W 1913 r., w ramach uroczystości 300-lecia panowania Romanowów w Rosji, otrzymał tytuł hrabiowski. 
28 marca 1917 r. odszedł ze służby państwowej. Rząd Tymczasowy usunął go z mieszkania służbowego w rezydencji Mikołaja II, następnie Frederiks został zatrzymany w Homlu przez zrewoltowanych kolejarzy. Na osobisty rozkaz Aleksandra Kiereńskiego i Aleksandra Guczkowa został doprowadzony na przesłuchanie, a następnie zwolniony. Otrzymał zezwolenie na zamieszkiwanie w Piotrogrodzie bez prawa wyjazdu. Jego prywatna rezydencja na rogu ulic Pocztamtskiej i Konnogwardiejskiej została obrabowana przez tłum podczas rewolucji lutowej. W 1924 r. zgodę na emigrację wydał mu rząd radziecki. Władimir Frederiks udał się do Finlandii, gdzie w majątku w pobliżu miasta Kauniainen żyła jego córka. Tam też w 1927 r. zmarł.
Odznaczony orderami Świętego Stanisława I stopnia (1883), Świętej Anny I stopnia (1886), Świętego Włodzimierza II stopnia (1889) oraz I stopnia (1906), Orła Białego (1895), Świętego Aleksandra Newskiego (1899), Świętego Andrzeja (1908). Ostatnie z odznaczeń otrzymał od cara za 50 lat wzorowej służby.